# The Gloria Scott
Pour plus de détails, voir Fiche technique et Distribution.
The Gloria Scott est un film britannique réalisé par George Ridgwell, sorti en 1923.

## Synopsis
Holmes raconte à Watson sa toute première enquête.

## Fiche technique
- Titre original : The Gloria Scott
- Réalisation : George Ridgwell
- Scénario : Geoffrey H. Malins et Patrick L. Mannock, d'après la nouvelle Le Gloria Scott d'Arthur Conan Doyle
- Direction artistique : Walter W. Murton
- Photographie : Alfred H. Moise
- Montage : Challis N. Sanderson
- Production : George Ridgwell
- Société de production : Stoll Picture Productions
- Société de distribution : Stoll Picture Productions
- Pays de production :  Royaume-Uni
- Langue originale : anglais
- Format : noir et blanc — 35 mm — 1,37:1 — Film muet
- Genre : Film policier
- Durée : deux bobines
- Date de sortie :
  - Royaume-Uni : mars 1923

## Distribution
- Eille Norwood : Sherlock Holmes
- Hubert Willis : Docteur Watson
- Reginald Fox : Victor Trevor
- Fred Raynham : James Trevor
- Roy Raymond : Prendergast
- Ernest Shannon : Evans
- Charles Barratt